# Tomàs Fuentes
Tomàs Fuentes Ligero (Badalona, 1983) es un cómico, locutor, presentador, guionista, productor de comedia, profesor y monologuista español. Actualmente trabaja como guionista en La Competència (Rac 1), Està passant (TV3), escribe para la web satírica El Mundo Today, y colabora en Hoy por hoy (Cadena Ser) y Via lliure (Rac 1). Posee 3 premios Ondas por su colaboración como guionista en diferentes programas, y otro por La Ruina.Conocido por ser el copresentador de La Ruina junto a Ignasi Taltavull.

## Biografía
Fuentes nació en Badalona en 1983, estudió comunicación audiovisual en la Universidad Ramon Llull (2000-2004), luego hizo un posgrado en guion de ficción y entretenimiento por la Universidad Pontificia de Salamanca (2004-2006). Hizo las prácticas de sus estudios en 2003 en la productora El Terrat.
Es fundador y profesor en la escuela de comedia La Llama School, donde tiene diversos cursos sobre escritura de monólogos y gestiona open mics bimensuales.

## Trayectoria
Inicio su trayectoria profesional como guionista para la productora de El Terrat en marzo de 2003 donde estuvo escribiendo los monólogos del programa de Andreu Buenafuente en los periodos en los que el programa se emitía en Antena 3 y La Sexta. Estuvo durante toda su emisión salvo durante un periodo de 3 meses que colaboró con Carlos Latre en un programa que no prosperó. Ahí escribió unos 1000 monólogos de inicio para Buenafuente. Su etapa en El Terrat acabó en 2012. Al acabar en Buenafuente los guionistas se juntaron y crearon una productora llamada 12 monos, de la cual Tomàs es socio fundador. Ha sido guionista de dos galas de los premios Goya (2010 y 2011) y los premios Gaudí (2017).
En 2013, junto a Álvaro Carmona, crearon el grupo musical Da Flowers e hicieron un viral en YouTube con la canción «Huesca, capital mundial» llegando a más de 1 millón de reproducciones. En 2014, fue guionista del programa El Foraster de TV3. Luego fue guionista de Órbita Laika de La 2.
Ha trabajado para Comedy Central escribiendo para Roast Battle España durante los años 2018 y 2019.

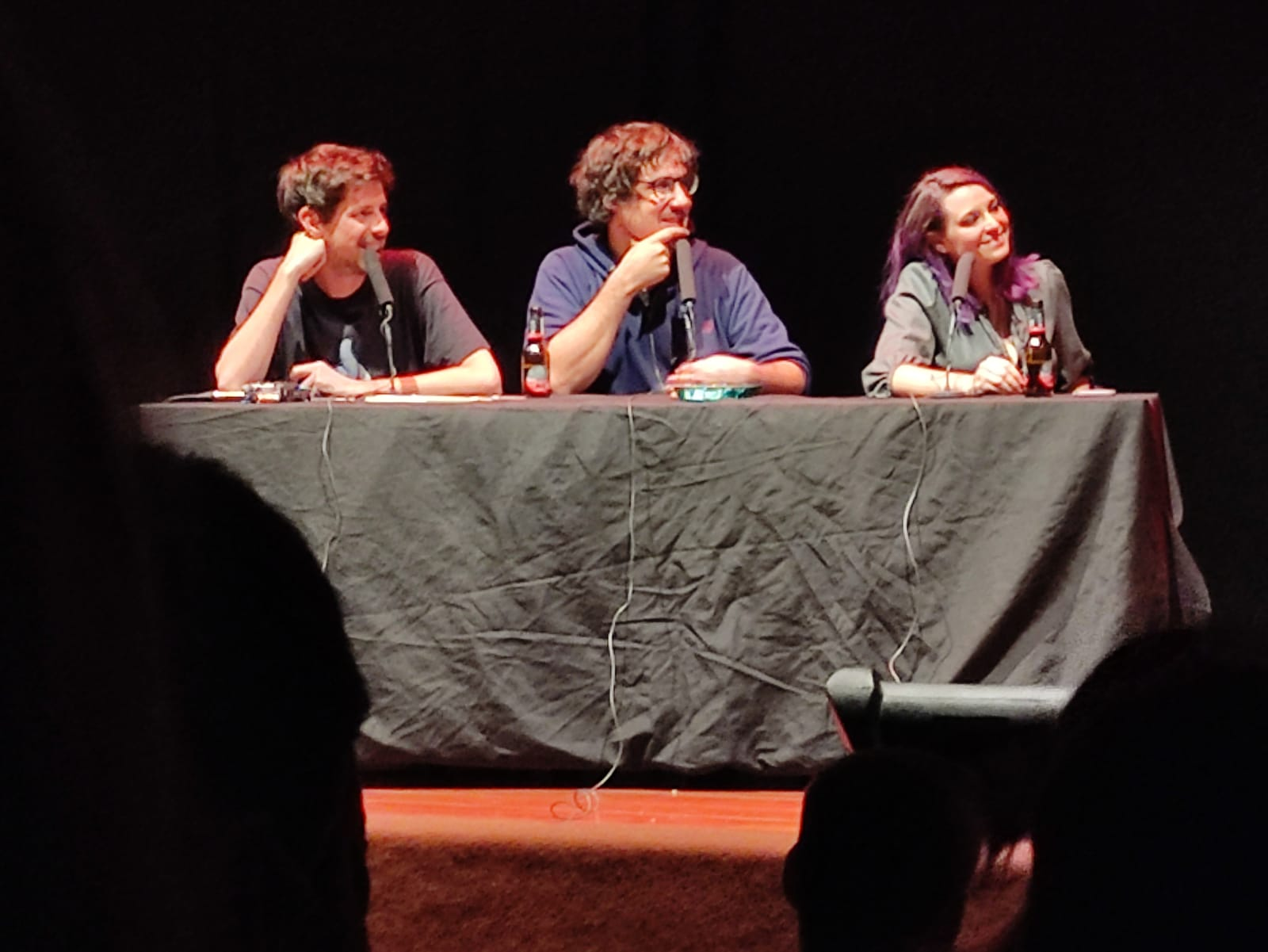
Ignasi Taltavull, Tomàs Fuentes y Raquel Sastre en Murcia presentando el show de La Ruina en noviembre de 2021

Actualmente, trabaja como guionista en La Competència (Rac 1), Està passant (TV3), escribe para la web satírica El Mundo Today, y colabora en Hoy por hoy (Cadena Ser) y Via lliure (Rac 1). También es copresentador junto a Ignasi Taltavull de un podcast/show de comedia llamado La ruina que se graba semanalmente. Es colaborador ocasional en varios podcast como Fosforofofo e International Podcast junto a Biel Perelló y Kike García de la Riva.

## Libros
- 100 famosos que no conoces: las biografías que Wikipedia descartó (2016).[19]
- ¿Quién se ha llevado mi máster? Claves para ser ministro sin estudiar en el intento (2018).[20]